# Rondo ONZ (métro de Varsovie)
Rondo ONZ (français: Rond-point de l'ONU) est une station de la ligne 2 du métro de Varsovie, située à Varsovie, dans l'arrondissement de Śródmieście. Inaugurée le 8 mars 2015, la station dessert le rond point de l'Organisation des Nations unies (pl).

## Description
La station de plain-pied est d'une largeur de 12m pour 120m de long. Les couleurs dominantes de cette station sont le blanc et le vert clair, présent sur la bouche de métro ainsi que sur les murs de la station. Huit escalators permettent d'y accéder, cette station est dotée également d'une aire de jeux pour enfants. 
Cette station est la 2e de la ligne 2 du métro de Varsovie dans le sens ouest-est, suivie alors de la station Świętokrzyska, et est la 6e dans le sens est-ouest, suivie de la station Rondo Daszyńskiego.

## Position sur la ligne 2 du métro de Varsovie

Position de la station Rondo ONZ (2e en partant de l'ouest de la section centrale) sur la ligne 2.

## Galerie

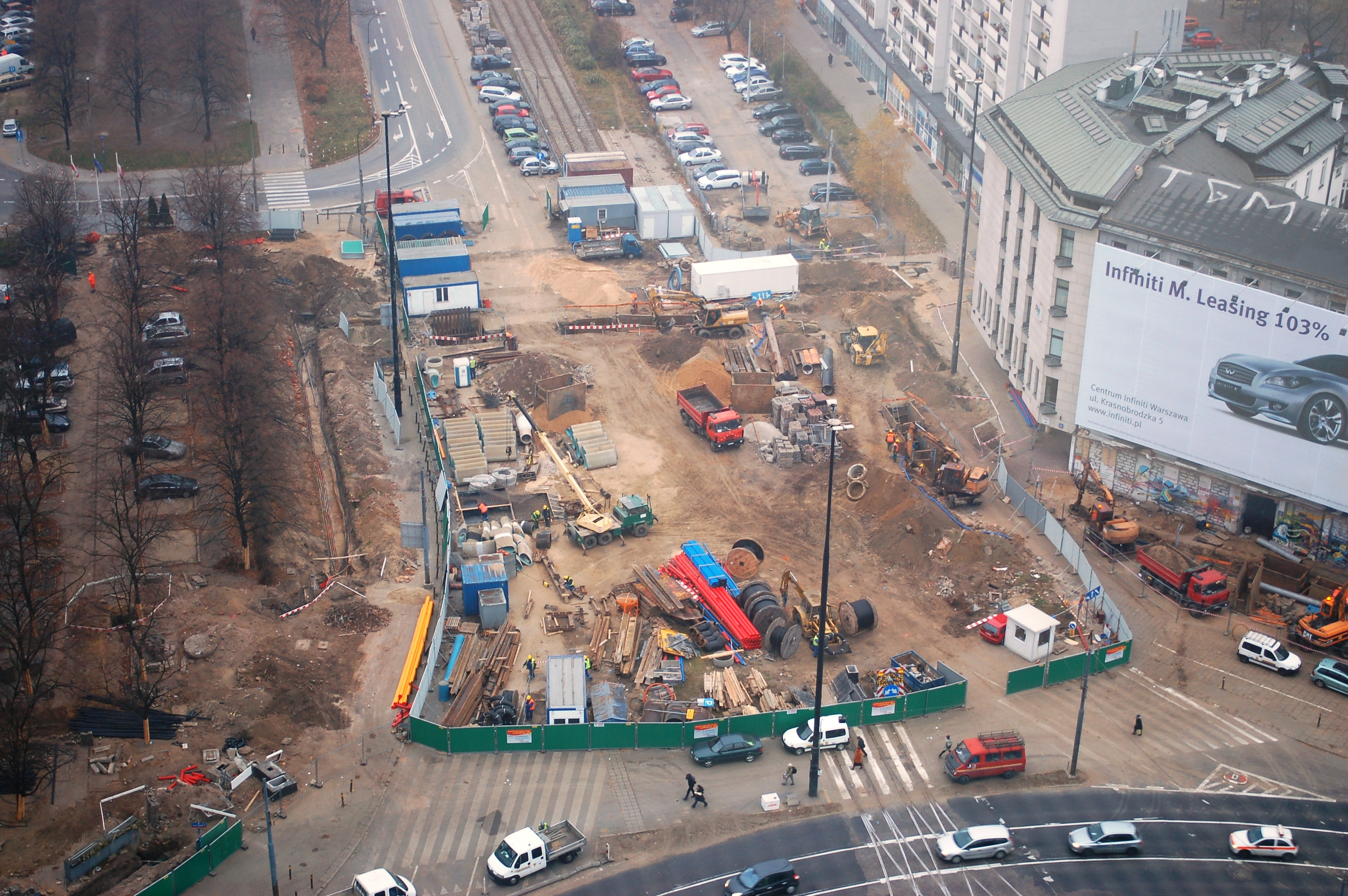
Travaux, novembre 2011
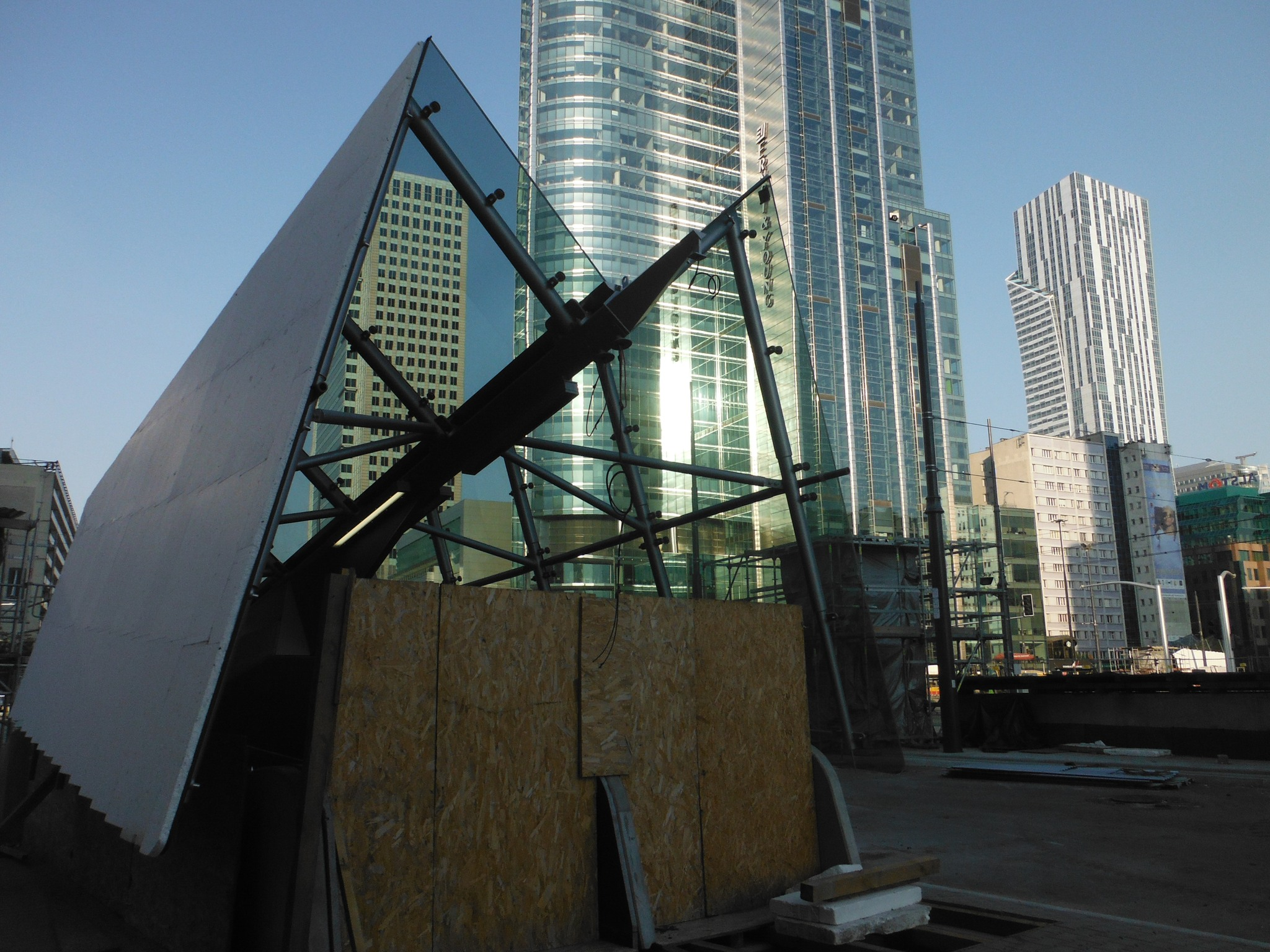
Auvent d'entrée de la station, août 2014
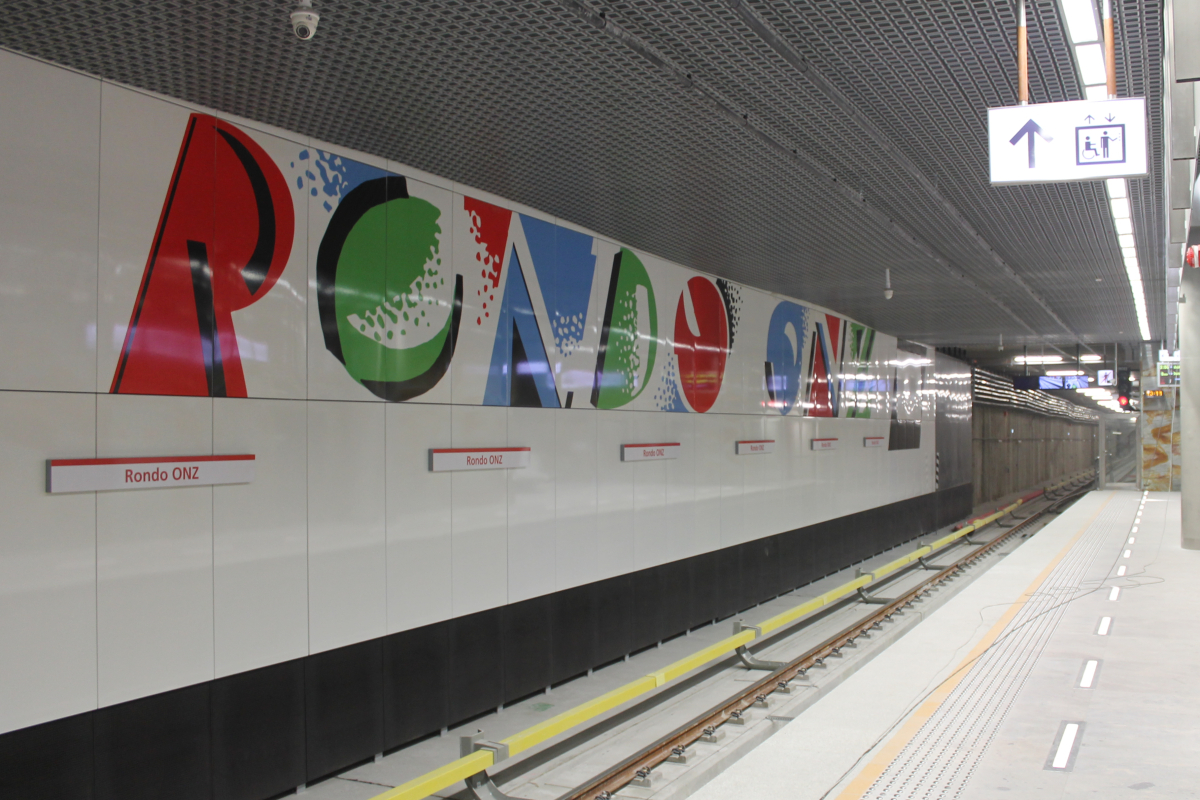
Décoration de la station
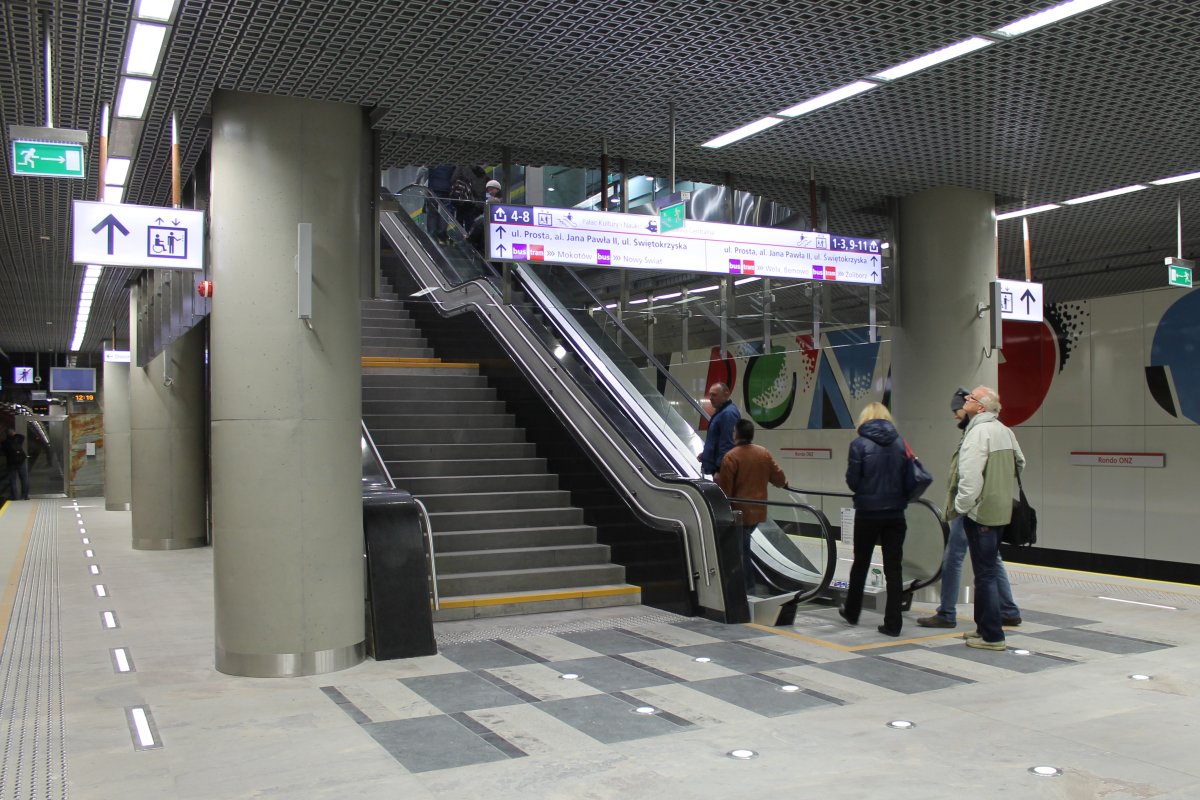
Quai de la station
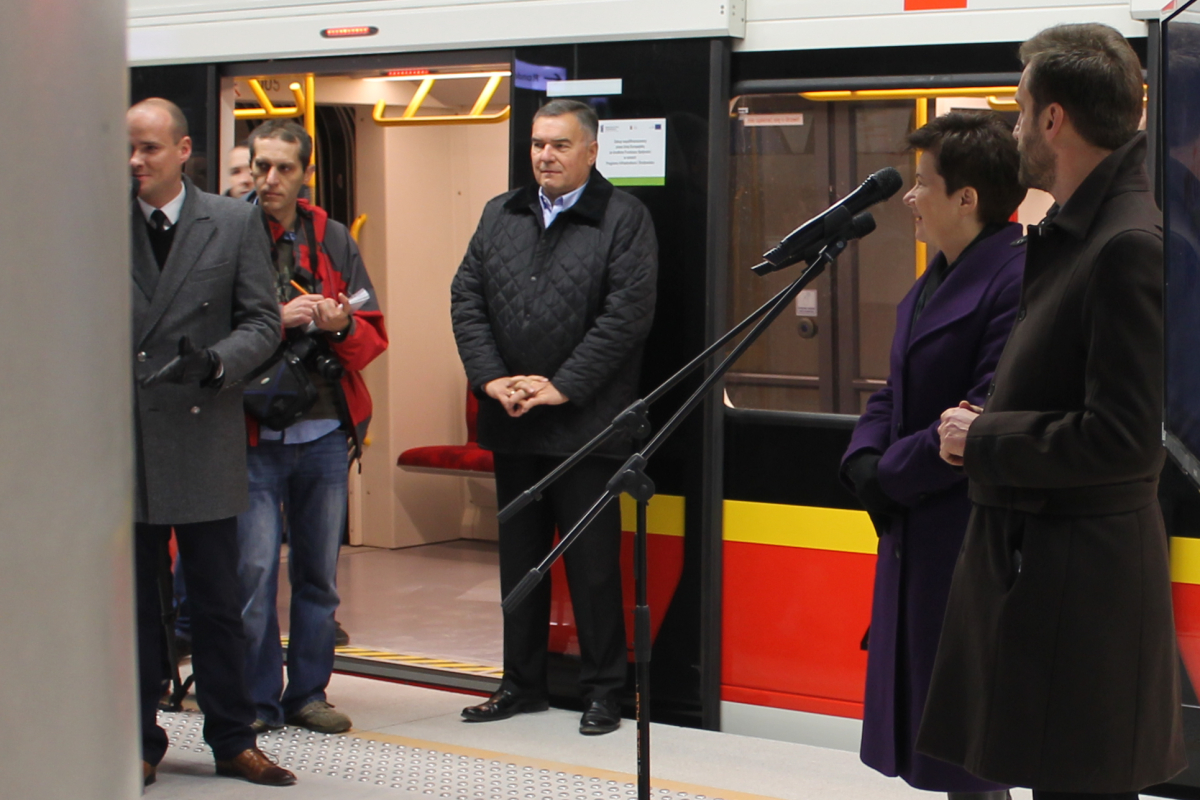
1e présentation au public